# هالة (ظاهرة بصرية)

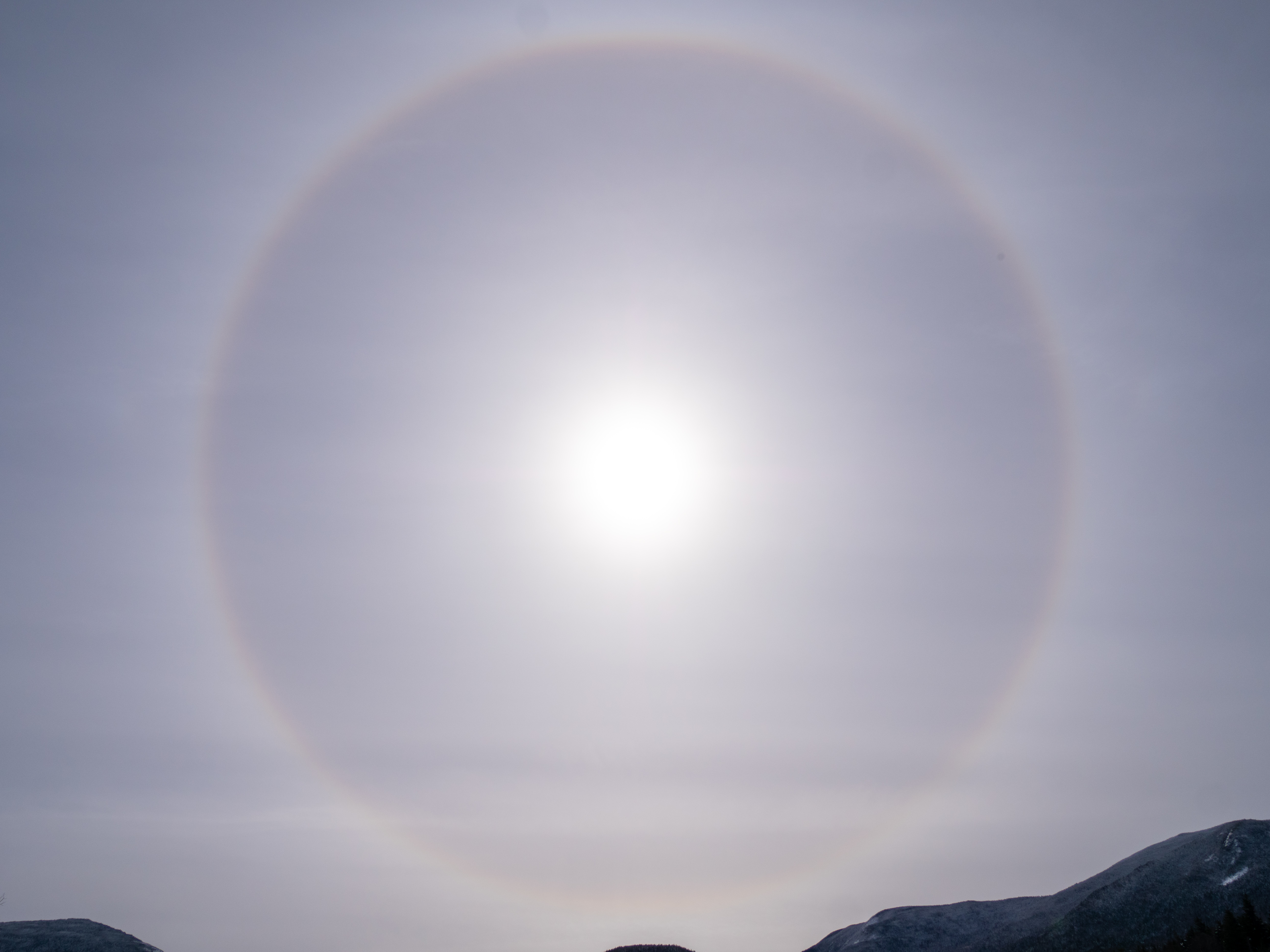
هالة 22 درجة حول الشمس، رُصدت فوق Bretton Woods, New Hampshire بنيو هامبشاير، الولايات المتحدة الأمريكية في 13 فبراير 2021

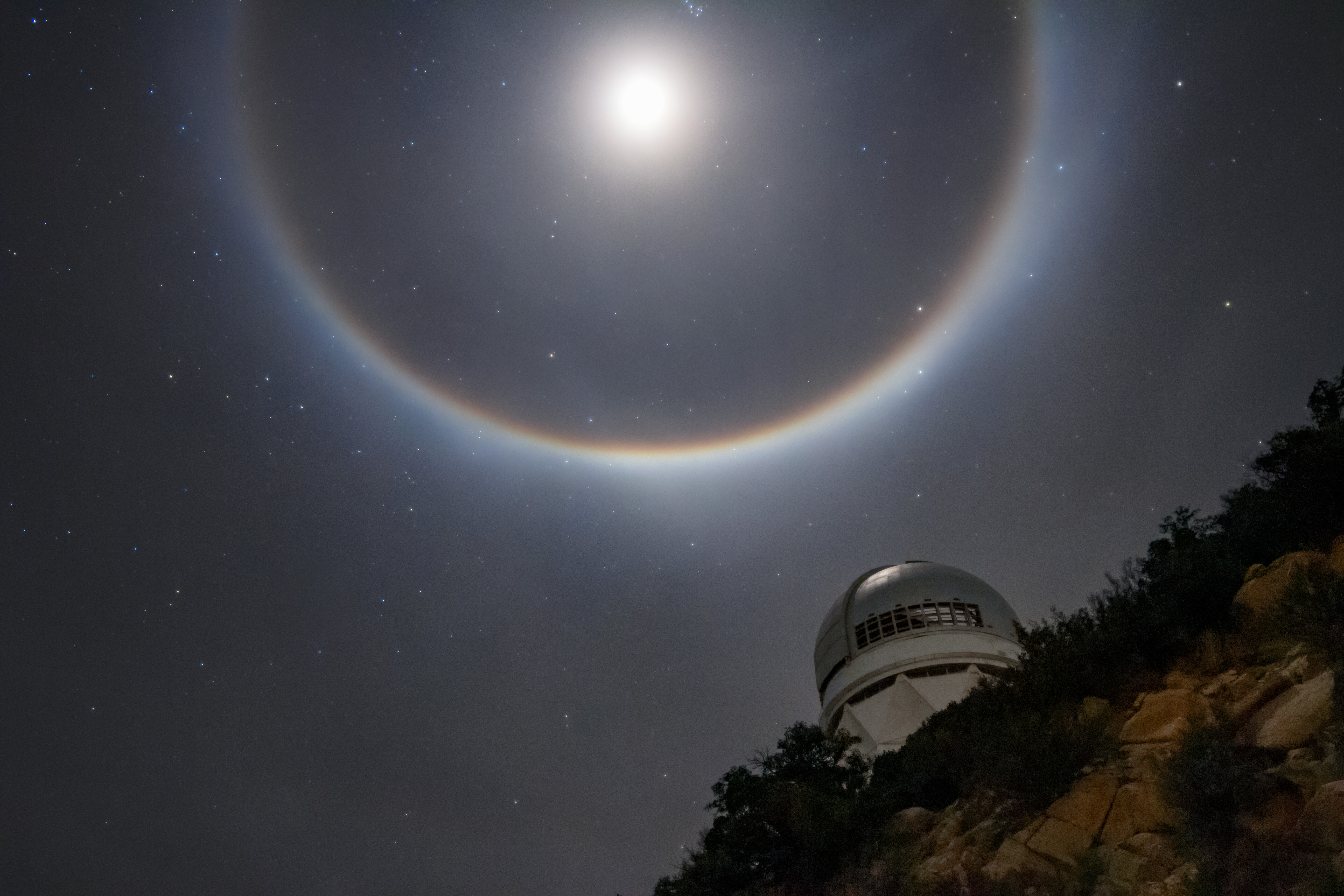
هالة 22 درجة وهالة محيطة بالقمر، رُصدت بالقرب من مرصد قمة كت الوطني

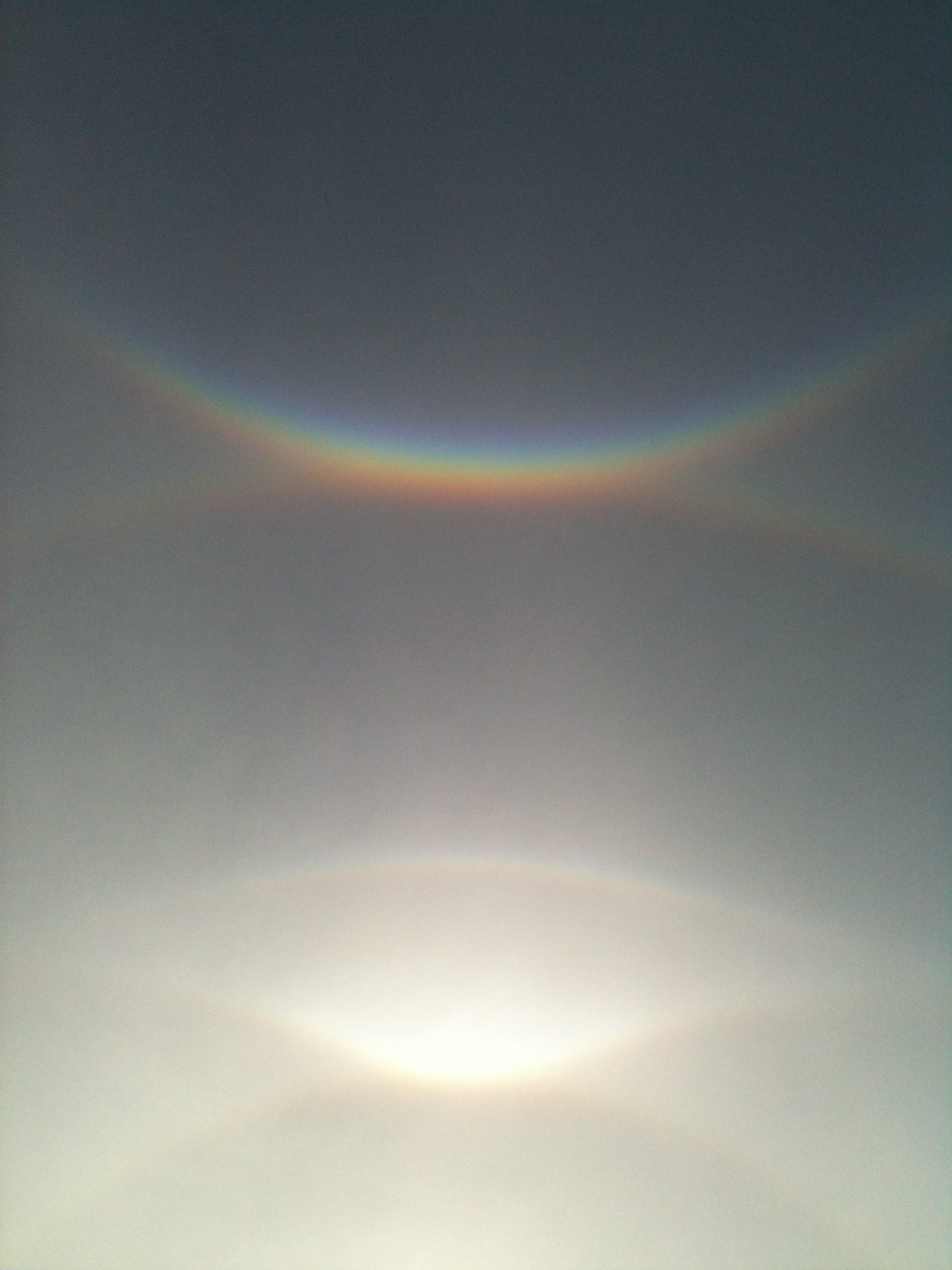
من الأعلى إلى الأسفل:القوس المحيط بالسمت، قوس فوقي جانبي، Parry arc قوس مماس، وهالة 22 درجة

الهالة أو الأثير الضوئي أو السَّاهُور (بالإنجليزية: Halo)‏ والمفردة تنحدر من أصل يوناني وتعني (النفس) أو (الأهواء) وعرفت هذة الكلمة بالمعجم كما يأتي:
- أي انبثاق دقيق وغير مرئي أو زفير ومثال عليها: الهالة المنبثقة عن حزمة من الورود.[2][3]
- فضاء مميز يحيط بالشخص كالهالة المميزة حولنا.
- تيار أو حركة الهواء التي تحدثها النبضة الكهربائية.
- وقد تطلق مثلاً على اشراق الوجه ويقال: على وجه هذا الشيخ هالة من نور أو يحيطه هالة من القداسة.
- تعرف الهالة طبيا بأنها احساس ذاتي أو ظاهرة تسبق حدثا، تشير إلى تقرب نوبة كنوبة الصرع.

والهالة عادة تأخد الشكل البيضوي حول اجسامنا ويمكن تعريفها ببساطة: انها تلك الحقل الطاقوي الذي يحيط بالكائنات، وهي ذات طاقة منبعثة يمكن قياسها إذا انها تعطي ضوءاً وحرارةً.كما أنه بالإمكان قياس ذلك الضوء من خلال أجهزة متخصصة في هذا المجال وبالتالي يمكن قياس الحرارة عبر عملية التحسس الحراري.واذا توفر لنا المدخل إلى صورة حركية للهالة المحيطة بنا، فإننا نرى انها في حالة حركة متواصلة..ونظراً لكونها جزءاً لايتجزء منا، فهي عضوية، وكذلك فإنها تتغير تبعاً لتغيرنا، فعندما يشعر المرء بالسعادة تصبح هالته أكبر وأكثر إضاءة.هذا كما أنها تدل على صحتنا الجسمانية والنفسية، فإذا كنا مرضى أو محزونين فإنها تميل للانكماش أي انها تصغر لتصبح مظلمة. إذًا الهالة مقياس لما نكون عليه في ظاهرنا وباطننا وشؤون دنيانا مما يعني انها ليست ثابتة الشكل والحجم.

## من وظائفها
من وظائف الهالة امتصاص طاقة اللون الأبيض من الغلاف الجوي وتقسيمها إلى طاقات لونية أساسية تتدفق إلى اقسام الجسم المختلفة لتدب فيها النشاط والحيوية. هذا وتتأثر هالة الجسم بالرسائل الايجابية إذ تجعلها كاملة حول الجسم وتتاثر أيضا بالرسائل السلبية فتجعلها منكسرة المعالم. فالهالة البيضوية المتكاملة تدل على سعادة الفرد وتفأوله والهالة المثقوبة والمنكمشة تدل على تشاؤم صاحبها.
وأهميتها تأتي من أن الهالة تعمل بمثابة إنذار مبكر لمرض ما. وقد أمكن تصوير هذة الطاقة والتنبؤ مسبقاً بإصابة الإنسان بالعديد من الأمراض من خلالها، وبالنتيجة كشْف أي خلل في وظائف الجسم الحيوية من خلال بصمات أصابع اليد، هذا يعني أن الهالات الضوئية لها دلالات على أنشطة الجسم الحيوية وإصابته بالأمراض المختلفة كالسرطان أو ضعف القلب وامراض القولون والبنكرياس وامراض العيون وخلل الغدد الصماء.إذ ان كل عضو في جسم الإنسان يصدر عنه نوع من الإشعاع بحيث يمكن تمييزه عن العضو الآخر وبتحليلها عبر أجهزة خاصة كجهاز كيرليان أمكن تصوير هذة الهالة وإشعاعاتها، إذ أن ألوان الهالات دلالات خاصة على أنشطة الجسم الحيوية فهي تتدرج من الأحمر الذي يدل على الحيوية وتنتهي بالأزرق الذي يعكس درجة المرض؛ إذ كشفت الدراسات والأبحاث في هذا المجال على عدد من المرضى حيث أخدت بصماتهم الضوئية، قد وجد أن المرضى المصابين بأمراض القلب لهم خلل في صورة البصمة الضوئية للأصبع الوسطى، والمصابين بأمراض الكبد والعين والبنكرياس والجهاز الهضمي والخلل في الغدد. وقد تم التوصل إلى أن اللون الرمادي للهالة عادة يظهر في المصابين بامراض السرطان.